# Antonio Lotti
Pour les articles homonymes, voir Lotti.
Antonio Lotti (Venise, 5 janvier 1667 – Venise, 5 janvier 1740)  est un compositeur, organiste et maître de chapelle italien de musique baroque. 

## Biographie
Il reçoit une éducation musicale à Venise auprès de Giovanni Legrenzi et Lodovico Fuga (en), organiste de San Rocco ; il exerce des fonctions à la basilique Saint-Marc, tout d'abord comme chanteur (chantre-choriste), puis comme assistant du second organiste dès 1702, avant de devenir le titulaire. Enfin, à partir de 1704, comme premier organiste. Dès 1736, il s'impose par concours en tant que Maître de Chapelle de la Cappella Marciana, poste qu'il occupe jusqu'à sa mort. 

À partir de 1717, il obtient un congé de deux ans, pour se rendre à Dresde sur invitation de l'Électeur, Frédéric-Auguste Ier de Saxe. Plusieurs de ses opéras y sont représentés avec sa troupe, lors des festivités de mariage du prince électoral (prince héritier) avec l'archiduchesse Marie-Josèphe d'Autriche en 1719. Cinq opéras sont écrits lors de ce séjour, ainsi que des œuvres pour l'office, conservées en manuscrit à Dresde. À ces occasions, un jésuite rend compte de l'effet des œuvres du vénitien : 

« Les compositeurs italiens que son Excellence le prince électeur a fait venir de Venise à Dresde ont animé notre église de manière ici encore tout à fait inhabituelle en arrangeant […] une grand-messe chantée de presque trois heures, avec un art digne de la plus grande admiration, aussi bien sur le plan des voix que sur celui des instruments, tel que cela ne s'était jamais entendu de la sorte à Dresde. »

Le prédécesseur de Bach à Saint-Thomas, Johann Kuhnau loue également les œuvres entendues à l'église de Dresde pour leur « admirable gravité, l'harmonie puissante et parfaite et l'art accompagné d'un charme particulier. »

Il retourne à Venise en 1719 et y demeure jusqu'à sa mort.

Professeur recherché, il a eu parmi ses élèves Domenico Alberti, Benedetto Marcello, Baldassare Galuppi et Jan Dismas Zelenka. Il était marié à une chanteuse soprano, Santa Stella.

## Œuvre
Lotti a composé de nombreux genres : messes, cantates, madrigaux, une trentaine d'opéras et de la musique instrumentale. Ses œuvres chorales sacrées sont parfois a cappella, donc dans un style polyphonique traditionnel proche de Palestrina, recommandé par le concile de Trente à la fin de la Renaissance au XVIe siècle, mais de nombreux ouvrages sont composés dans un style plus moderne avec basse continue, ce qui permet alors de considérer que sa production musicale est bien située dans la période  baroque.
 Ses opéras ont été longtemps complètement oubliés, et ressortent peu à peu au répertoire : par exemple, Ascanio a été représenté à Leipzig en 2004 au Festival Bach.

Parmi ses œuvres religieuses, un Crucifixus (1718), motet à six, huit et dix voix (trois versions), est très renommé. Le chromatisme, qui peut représenter ici la douleur de la Crucifixion, y est très remarquable, et peut être considéré comme figuralisme. Si le caractère de ses pièces est né en partie d'une inspiration dramatique et théâtrale et si la musique pour la scène composée au XVIIe siècle a bien influencé le style de Lotti, il est malgré tout est un des meilleurs successeurs de Giovanni Gabrieli, personnification de l'extraordinaire floraison de la musique vénitienne un siècle auparavant.